# Mary Marquet
Mary Marquet (14 de abril de 1895 – 29 de agosto de 1979) fue una actriz teatral y cinematográfica de nacionalidad francesa.

## Biografía
Nacida en San Petersburgo, en aquel momento parte del Imperio ruso, su verdadero nombre era Micheline Marguerite Delphine Marquet. Procedente de una familia de artistas, sus padres eran actores, una tía suya estrella de baile en la Ópera Garnier de París, y otra tía miembro de la Comédie-Française. Ingresó en el  Conservatoire national supérieur d'art dramatique en 1913, estudiando bajo la dirección de Paul Mounet. No superó los exámenes finales, pero entró inmediatamente en la compañía teatral de Sarah Bernhardt, que era gran amiga de la familia. Con ella actuó en La cathédrale, obra de Eugène Morand.
Marquet se vio confirmada por su papel L'Aiglon, de Edmond Rostand, escritor del que fue amante desde 1915 hasta la muerte de él en 1918. Ella debutó en el cine en 1914 con el film mudo Les Frères ennemis, que quedó inacabado. Su primer papel de importancia para la pantalla llegó con Sappho, película producida por Léonce Perret en 1932. 
En 1923 ingresó en la Comédie-Française, compañía a la que perteneción más de veinte años, antes de dedicarse a actuar en el teatro de bulevar.
Durante la Segunda Guerra Mundial, en la ocupación, buscó la protección de oficiales alemanes a fin de resguardar a su hijo, que tenía intención de sumarse a la resistencia francesa. La respuesta fue el arresto y deportación de su hijo al campo de concentración de Buchenwald, donde murió a los 21 años de edad. Ésta fue posiblemente la causa de sus problemas tras la Liberación, cuando fue arrestada y enviada al campo de Drancy y después a la prisión de Fresnes. Finalmente fue liberada por falta de pruebas.
En los años 1950 se centró en los recitales de poesía, que alternaba con el teatro de bulevar. En 1976 recibió el Prix du Brigadier por sus recitales poéticos en el Théâtre des Bouffes-Parisiens y el Théâtre Saint-Georges.
Trabajó también para la ORTF en episodios de Les Cinq Dernières Minutes y Les Saintes Chéries, así como en la adaptación televisiva de Lucien Leuwen, novela de Stendhal.
Entre sus mayores éxitos en las más de cuarenta películas rodadas por ella, figuran sus actuaciones en Landru (1962, de Claude Chabrol, La gran juerga (1966, de Gérard Oury), y Casanova (1976, de Federico Fellini). Tuvo también actuaciones importantes en La vie de château  (1966, con Philippe Noiret y Catherine Deneuve) y Le malin plaisir (1975, con Claude Jade y Anny Duperey).
Además de su carrera como actriz, durante muchos años tuvo un stand dedicado a las antigüedades en la "Village Suisse", un importante mercado de París en el cual ella demostraba su habilidad como vendedora, mezclando los recuerdos teatrales con los intereses comerciales.

## Vida personal

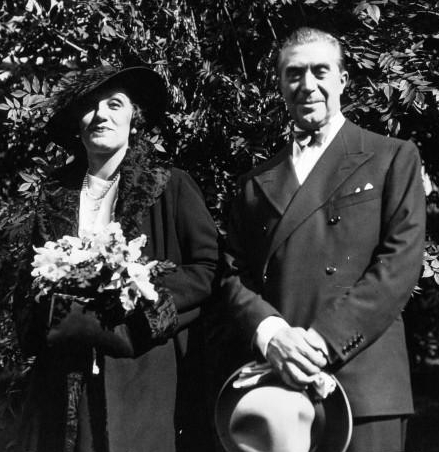
Mary Marquet y Victor Francen en el día de su boda en 1934.

Su primer amante fue Edmond Rostand, al que conoció hacia 1915, y con el que vivió tres años. En 1920 se casó con Maurice Escande, futuro director de la casa de Molière, del que se divorció en 1921. Después conoció a Firmin Gémier, director del nuevo Teatro Nacional Popular, que todavía estaba casado, y con el cual tuvo un hijo en 1922.
Antes de morir Gémier en 1933, Marquet fue amante del Presidente del Consejo, André Tardieu, en un enlace de carácter semioficial. Tras romper con Tardieu, ella se casó con Victor Francen, separándose la pareja a los siete años de convivencia. 
Mary Marquet falleció a causa de un ataque cardíaco en 1979 en París, Francia. Tenía 84 años de edad. Fue enterrada en el Cementerio de Montmartre.

## Teatro

### Antes de laComédie-Française
- 1912 : Fausto, de Johann Wolfgang von Goethe, Teatro del Odéon
- 1920 : L'Homme à la rose, de Henry Bataille, escenografía de André Brulé, Théâtre de Paris
- 1921 : Le Caducée, de André Pascal, Théâtre de la Renaissance y Théâtre du Gymnase Marie-Bell
- 1921 : La Bataille, de Pierre Frondaie a partir de Claude Farrère, escenografía de Firmin Gémier, Théâtre Antoine
- 1922 : L'Insoumise, de Pierre Frondaie, Théâtre Antoine

### Carrera en laComédie-Française
- Ingreso en 1923
- Miembro sociétaires número 376 desde 1928 a 1945

- 1923 : Oreste, de René Berton, a partir de Ifigenia entre los tauros, de Eurípides
- 1923 : Jean de La Fontaine ou Le Distrait volontaire, de Louis Geandreau y Léon Guillot de Saix
- 1924 : Les Trois Sultanes, de Charles-Simon Favart
- 1924 : La Victoire de Ronsard, de René Berton
- 1924 : L'Adieu, de Louis Vaunois
- 1924 : La Reprise, de Maurice Donnay
- 1925 : Esther, de Jean Racine
- 1927 : La Torche sous le boisseau, de Gabriele D'Annunzio
- 1928 : Les Noces d'argent, de Paul Géraldy
- 1930 : Le Carrosse du Saint-Sacrement, de Prosper Mérimée, escenografía de Émile Fabre
- 1932 : Christine, de Paul Géraldy
- 1934 : Andrómaca, de Racine, escenografía de Raphaël Duflos
- 1935 : Madame Quinze, de Jean Sarment, escenografía del autor
- 1935 : Lucrèce Borgia, de Victor Hugo, escenografía de Émile Fabre
- 1936 : Hedda Gabler, de Henrik Ibsen, escenografía de Lugné-Poe
- 1936 : La Rabouilleuse, de Émile Fabre a partir de Honoré de Balzac, escenografía de Émile Fabre
- 1938 : Hedda Gabler, de Henrik Ibsen, escenografía de Lugné-Poe
- 1938 : Tricolore, de Pierre Lestringuez, escenografía de Louis Jouvet
- 1939 : Atalía, de Jean Racine
- 1941 : Lucrèce Borgia, de Victor Hugo, escenografía de Émile Fabre
- 1942 : Iphigénie en Tauride, de Johann Wolfgang von Goethe, escenografía de Jean Yonnel
- 1942 : Fedra, de Racine, escenografía de Jean-Louis Barrault
- 1943 : Renaud et Armide, de Jean Cocteau, escenografía del autor
- 1943 : Iphigénie à Delphes, de Gerhart Hauptmann, escenografía de Pierre Bertin
- 1943 : Le Soulier de satin, de Paul Claudel, escenografía de Jean-Louis Barrault
- 1944 : Horacio, de Pierre Corneille, escenografía de Mary Marquet

### Tras laComédie-Française
- 1945 : Les Dames de Niskala, de Hella Wuolijoki, Théâtre Édouard VII
- 1948 : Interdit au public, de Roger Dornès y Jean Marsan, escenografía de Alfred Pasquali, Comédie Wagram
- 1950 : La Grande Pauline et les Petits Chinois, de René Aubert, escenografía de Pierre Valde, Théâtre de l'Étoile
- 1951 : Mort d'un rat, de Jan de Hartog, escenografía de Jean Mercure, Théâtre Gramont
- 1951 : Les Vignes du seigneur, de Robert de Flers y Francis de Croisset, escenografía de Pierre Dux, Théâtre de Paris
- 1953 : Le Ravageur, de Gabriel Chevallier, escenografía de Alfred Pasquali, Théâtre des Bouffes-Parisiens
- 1955 : Les Trois messieurs de Bois-Guillaume, de Louis Verneuil, escenografía de Christian-Gérard, con Fernand Gravey, Théâtre des Variétés
- 1957 : El castillo, de Franz Kafka, escenografía de Jean-Louis Barrault, Théâtre de la Ville
- 1963 : Pour Lucrèce, de Jean Giraudoux, escenografía de Raymond Gérôme, Festival de Bellac
- 1963 : Sémiramis, de Marc Camoletti, escenografía de Michel de Ré, Théâtre Édouard VII
- 1966 : Se trouver, de Luigi Pirandello, escenografía de Claude Régy, Théâtre Antoine
- 1969 : Le Bon Saint-Éloi, de Pierrette Bruno, escenografía de Jacques Mauclair, Théâtre de la Potinière
- 1971 : La Maison de Zaza, de Gaby Bruyère, escenografía de Robert Manuel, con Alfred Pasquali, Théâtre des Nouveautés

## Filmografía

### Cine
- 1913 : Frères ennemis, de Henri Pouctal
- 1913 : De medeminaars, de Alfred Machin
- 1915 : Sacrifice fraternel, de René Leprince
- 1917 : La P'tite du sixième, de René Hervil y Louis Mercanton
- 1921 : La Ferme du Choquart, de Jean Kemm
- 1924 : La Voyante, de Leon Abrams
- 1934 : Sapho, de Léonce Perret
- 1934 : Un soir à la Comédie-Française, de Léonce Perret
- 1949 : Interdit au public, de Alfred Pasquali
- 1949 : Le 84 prend des vacances, de Léo Joannon
- 1951 : Drôle de noce, de Léo Joannon
- 1951 : Foyer perdu, de Jean Loubignac
- 1951 : Un jour avec vous, de Jean-René Legrand
- 1952 : Minuit quai de Bercy, de Christian Stengel
- 1952 : Lettre ouverte / jaloux comme un tigre, de Alex Joffé
- 1952 : Piédalu fait des miracles, de Jean Loubignac
- 1954 : Si Versailles m'était conté..., de Sacha Guitry
- 1955 : Les Hommes en blanc, de Ralph Habib
- 1955 : Paris Canaille, de Pierre Gaspard-Huit
- 1955 : Le Secret de sœur Angèle, de Léo Joannon
- 1956 : La Loi des rues, de Ralph Habib
- 1956 : Quelle sacrée soirée / Nuit blanche et rouge à lèvres, de Robert Vernay
- 1959 : Drôle de phénomènes, de Robert Vernay
- 1960 : Au voleur / L'affaire Nabob, de Ralph Habib
- 1962 : Arsène Lupin contre Arsène Lupin, de Édouard Molinaro
- 1963 : Landru, de Claude Chabrol
- 1963 : Nous irons à Deauville, de Francis Rigaud
- 1965 : Les Combinards, de Jean-Claude Roy
- 1966 : Le Jardinier d'Argenteuil, de Jean-Paul Le Chanois
- 1966 : La Vie de château, de Jean-Paul Rappeneau
- 1966 : La gran juerga, de Gérard Oury
- 1967 : Des garçons et des filles, de Étienne Périer
- 1967 : Ce sacré grand-père, de Jacques Poitrenaud
- 1968 : Phèdre, de Pierre Jourdan
- 1968 : Bruno, l'enfant du dimanche, de Louis Grospierre
- 1971 : La Visite de la vieille dame
- 1973 : Par ici la monnaie, de Richard Balducci
- 1974 : Le Mouton enragé, de Michel Deville
- 1974 : La Merveilleuse Visite, de Marcel Carné
- 1974 : La Bonne Nouvelle, de André Weinfeld
- 1975 : Le malin plaisir, de Bernard Toublanc-Michel
- 1976 : Casanova, de Federico Fellini
- 1976 : Opération Lady Marlène, de Robert Lamoureux
- 1976 : Une fille cousue de fil blanc, de Michel Lang

### Televisión
- 1968 : Les Saintes Chéries, episodio Ève et les grands-parents
- 1969 : Les Cinq Dernières Minutes, de Claude Loursais, episodio Traitement de choc
- 1972 : Les Enquêtes du commissaire Maigret, de François Villiers, episodio Maigret se fâche
- 1973 : Lucien Leuwen, de Claude Autant-Lara
- 1974 : Paul et Virginie, de Pierre Gaspard-Huit

## Publicaciones
- Vous qui m'aimiez, vous que j'aimais
- Ce que j'ose dire
- Ce que je n'ai pas dit
- Tout n'est peut-être pas dit